# Reserva Natural de Bolon
A Reserva Natural de Bolon (em russo: Болоньский заповедник) é a mais antiga área protegida russa do Extremo Oriente Russo. Encontra-se no meio da planície do rio Amur. A reserva sobre uma área com pântanos muitos importantes internacionalmente, sendo um dos lugares por onde passam várias espécies de aves durante o seu ciclo migratório. A reserva encontra a meio caminho entre as cidades de Khabarovsk e Komsomolsk de Amur, no Distrito de Amursky do Krai de Khabarovsk. Criada em 1997, cobre uma área de cem mil hectares.

## Topografia
A reserva cobre uma área de cem mil hectares a sul do Lago Bolon, um terreno de cursos de área e estuários do rio Selgon e do rio Simmy, que fluem para o lado. Esta área protegida cobre ainda uma porção da costa sul do lado. O rio Amur corre de sudoeste para nordeste a cerca de 50 quilómetros da reserva. O Parque Nacional de Anyuysky atravessa o Amur a partir desta reserva.

## Clima e eco-região
Bolon está localizada numa eco-região de floresta com várias espécies. Esta eco-região situa-se na região do rio Ussuri, no meio da bacia do rio Amur. A eco-região do Ussuri é caracterizada pela presença de várias espécies de pinheiros e coníferas, havendo também a presença de árvores de folha larga nas elevações no meio da reserva.
O clima em Bolon é caracteriza-se por ser um clima continental húmido, com grandes variações na temperatura, tanto entre o dia e a noite como estações. Os invernos são secos, e os verões são frios.

## Eco-educação e acessos
Como reserva natural estrita, a reserva de Bolon é quase totalmente vedada ao público, embora cientistas e pessoas relacionadas com a educação ambiental possam organizar viagens até à reserva. É possível para o público arranjar visitas guiadas numa eco-rota durante os períodos de migração das aves, entre 20 de Abril e 15 de Maio na primavera, e entre 15 de Setembro e 20 de Outubro no outono. Tais aplicações para visitas devem ser feitas com muita antecedência e pagas antes do serviço se realizar; a eco-rota pode ser efectuada a pé ou num pequeno barco. Esta excursão tem uma duração de entre 6 a 8 horas, havendo ainda um posto de observação de aves no lago. O escritório da reserva situa-se na vila de Dzhuen. Recentemente, foi inaugurado um museu etnográfico dedicado ao povo Nanai.